# Atractus franciscopaivai
Atractus franciscopaivai — вид змій родини полозових (Colubridae). Ендемік Колумбії.

## Поширення і екологія
Atractus franciscopaivai мешкають на крайньому сході Колумбії, в районі Ла-Педрери в департаменті Амасонас і Тарайри в департаменті Ваупес. Вони живуть у вологих рівнинних тропічних лісах Амазонії, на висоті від 100 до 300 м над рівнем моря.